# Explosion d'un Tesla Cybertruck au Trump International Hotel Las Vegas
L'explosion d'un Tesla Cybertruck au Trump International Hotel Las Vegas survient le 1er janvier 2025, vers 8 h 39  (heure du Pacifique), lorsque le contenu d'un Tesla Cybertruck explose devant l'entrée principale du Trump International Hotel Las Vegas à Paradise, dans le Nevada, aux États-Unis. L'unique occupant du véhicule décède d'une blessure par balle à la tête qu'il s'est infligée juste avant l'explosion et sept passants sont blessés par l'explosion. Les autorités découvrent que le véhicule contenait des mortiers d'artifice et des bonbonnes de gaz alimentant l'explosion et l'incendie.
Les autorités identifient le conducteur et l'auteur présumé comme étant Matthew Alan Livelsberger, un soldat des forces spéciales de l'armée américaine d'origine américaine, originaire de Colorado Springs, dans le Colorado, qui était en congé de mission à l'étranger.
Livelsberger a écrit deux lettres, récupérées par le FBI sur son téléphone brûlé, dans lesquelles il niait être un terroriste mais admettait avoir utilisé des explosifs pour transmettre un message politique et alléger son fardeau mental. Le 31 décembre 2024, Livelsberger a également envoyé un manifeste par courrier électronique à Samuel Shoemate, un officier de renseignement de l'armée à la retraite, affirmant qu'il était surveillé par les agences de renseignement américaines en raison de sa connaissance des technologies militaires avancées et des opérations secrètes, y compris une prétendue dissimulation de crimes de guerre résultant de frappes aériennes américaines sur des installations de drogue en mai 2019 dans la province de Nimroz, en Afghanistan. Le HCDH avait enquêté sur les frappes aériennes et conclu qu'elles n'étaient pas des cibles légales. Les forces américaines en Afghanistan ont réfuté que l'installation de drogue contrôlée par les talibans était ciblée en vertu des règles nationales autorisant les frappes sur des installations générant des revenus pour les combattants ennemis et que des précautions pour éviter les pertes civiles avaient été prises. Le récit du manifeste, qui détaille les plans d'évasion à travers la frontière mexicaine par crainte d'être arrêté par des agents de renseignement, ne montre aucune intention suicidaire et entre en conflit avec les deux lettres numériques apparemment rédigées plus tôt dans le mois, qui se concentrent sur une crise de santé mentale personnelle plutôt que sur la dénonciation et les opérations clandestines décrites dans le manifeste.
L'explosion du camion est l'une des deux attaques à la voiture bélier survenues aux États-Unis le premier jour de 2025, l'autre étant celle du camion de la Nouvelle-Orléans survenue quelques heures plus tôt. Les autorités considèrent que les deux attaques n'ont aucun lien.